# Ценжке
Ценжке (пол. Ciężkie) — село в Польщі, у гміні Войцешкув Луківського повіту Люблінського воєводства.
Населення — 197 осіб (2011).
У 1975-1998 роках село належало до Седлецького воєводства.

## Демографія
Демографічна структура станом на 31 березня 2011 року:
|          | Загалом | Допрацездатний вік | Працездатний вік | Постпрацездатний вік |
| -------- | ------- | ------------------ | ---------------- | -------------------- |
| Чоловіки | 90      | 10                 | 61               | 19                   |
| Жінки    | 107     | 21                 | 54               | 32                   |
| Разом    | 197     | 31                 | 115              | 51                   |